# Bartosz Slisz
Bartosz Slisz (Rybnik, 1999. március 29. –) lengyel válogatott labdarúgó, az amerikai Atlanta United középpályása.

## Pályafutása

### Klubcsapatokban
Slisz a lengyelországi Rybnik városában született. Az ifjúsági pályafutását a helyi RKP Rybnik csapatába kezdte, majd a ROW Rybnik akadémiájánál folytatta.
2015-ben mutatkozott be a ROW Rybnik felnőtt keretében. 2017-ben az első osztályban szereplő Zagłębie Lubinhoz igazolt. 2020. február 28-án ötéves szerződést kötött a Legia Warszawa együttesével. Először a 2020. március 4-ei, Lechia Gdańsk ellen 2–0-ra megnyert mérkőzés 71. percében, Arvydas Novikovas cseréjeként lépett pályára. Első gólját 2020. szeptember 19-én, a Górnik Zabrze ellen hazai pályán 3–1-es vereséggel zárult találkozón szerezte meg. 2024 januárjában az amerikai Atlanta United szerződtette.

### A válogatottban
Slisz az U18-as, az U20-as és az U21-es korosztályú válogatottakban is képviselte Lengyelországot.
2021-ben debütált a felnőtt válogatottban. Először a 2021. szeptember 5-ei, San Marino ellen 7–1-re megnyert mérkőzés félidejében, Jakub Modert váltva lépett pályára.

## Statisztikák
2023. május 27. szerint
| Klub           | Szezon   | Osztály     | Bajnokság | Bajnokság | Kupa és Ligakupa | Kupa és Ligakupa | Nemzetközi | Nemzetközi | Összesen | Összesen |
| Klub           | Szezon   | Osztály     | Meccs     | Gól       | Meccs            | Gól              | Meccs      | Gól        | Meccs    | Gól      |
| -------------- | -------- | ----------- | --------- | --------- | ---------------- | ---------------- | ---------- | ---------- | -------- | -------- |
| Zagłębie Lubin | 2017–18  | Ekstraklasa | 5         | 0         | 0                | 0                | —          | —          | 5        | 0        |
| Zagłębie Lubin | 2018–19  | Ekstraklasa | 22        | 0         | 0                | 0                | —          | —          | 22       | 0        |
| Zagłębie Lubin | 2019–20  | Ekstraklasa | 21        | 2         | 3                | 0                | —          | —          | 24       | 2        |
| Zagłębie Lubin | Összesen | Összesen    | 48        | 2         | 3                | 0                | 0          | 0          | 51       | 2        |
| Legia Warszawa | 2019–20  | Ekstraklasa | 7         | 0         | 2                | 0                | —          | —          | 9        | 0        |
| Legia Warszawa | 2020–21  | Ekstraklasa | 27        | 2         | 3                | 1                | 4          | 0          | 34       | 3        |
| Legia Warszawa | 2021–22  | Ekstraklasa | 32        | 1         | 5                | 0                | 13         | 0          | 50       | 1        |
| Legia Warszawa | 2022–23  | Ekstraklasa | 32        | 0         | 6                | 0                | —          | —          | 38       | 0        |
| Legia Warszawa | Összesen | Összesen    | 98        | 3         | 16               | 1                | 17         | 0          | 131      | 4        |
| Összesen       | Összesen | Összesen    | 146       | 5         | 19               | 1                | 17         | 0          | 182      | 6        |

### A válogatottban
| Válogatott    | Év       | Pályára lépés | Gól |
| ------------- | -------- | ------------- | --- |
| Lengyelország | 2021     | 1             | 0   |
| Lengyelország | 2023     | 5             | 0   |
| Lengyelország | 2024     | 8             | 0   |
| Lengyelország | 2025     | 1             | 0   |
| Összesen      | Összesen | 15            | 0   |

## Sikerei, díjai
Legia Warszawa
- Ekstraklasa
  - Bajnok (2): 2019–20, 2020–21
  - Ezüstérmes (1): 2022–23

- Lengyel Kupa
  - Győztes (1): 2022–23

- Lengyel Szuperkupa
  - Győztes (1): 2023
  - Döntős (1): 2021